# محمود إسماعيل جاد
محمود إسماعيل جاد (? - توفي 1977م)، هو كاتب مؤلف مصري صاحب أشهر الملاحم والسير الشعبية والمسلسلات التي قدمتها الشبكة الرئيسية بالإذاعة المصرية ومنها علي مسبيل المثال: أدهم الشرقاوي وعابد المداح والزير سالم وعنترة ومداح القمر ومسعود الخطاب وعزيزة ويونس.. بالإضافة إلي برنامج الفن الشعبي الذي كان يتولي كتابته ومئات الأغنيات التي شدت بها نجوم الغناء والموال ومنهم: محمد رشدي وسيد إسماعيل وعبد الحليم حافظ وسمير الاسكندراني وشهرزاد وإبراهيم الحجار وهدي سلطان وعبد العزيز محمود ومحمد قنديل ومطربة الإسكندرية بدرية السيد ونجم المونولوج محمود شكوكو إلي جانب نجوم الإنشاد مثل: النقشبندي والطوخي.. ولريادته في الفن الشعبي كرمه الزعيم جمال عبد الناصر وسلمه الرئيس السادات درع الإذاعة. توفي 19 فبراير عام 1977 بعد صراع مع المرض

## من مؤلفاته
- كتاب: أم الحور أميرة السبع بحور

## من أعماله
- أدهم الشرقاوي (مسلسل إذاعي)
- الرسول الأعظم (مسلسل إذاعي)
- بركة رمضان (مسلسل إذاعي)
- حمزة البهلوان (مسلسل إذاعي)
- عابد المداح (مسلسل إذاعي)
- عطا الله (مسلسل إذاعي)
- هنداوي (مسلسل إذاعي)
- وصية أب (مسلسل إذاعي)
- وفية والزمن (مسلسل إذاعي)